# Campeonato Potiguar de Futebol de 2009
O Campeonato Potiguar de Futebol de 2009 foi a 90ª edição do campeonato estadual de futebol do Rio Grande do Norte. A fórmula desta edição foi alterada em relação a do Campeonato Potiguar de 2008, mesmo existindo um artigo no Estatuto do Torcedor que veda alterações no regulamento em menos de dois anos de vigência do mesmo.

## Formato
No primeiro turno participam todas as 12 equipes, todos contra todos - o que dá, pelas contas, 11 rodadas com 6 partidas cada, um total de 66 jogos. Os dois primeiros colocados decidem o turno em jogo único - o melhor colocado, além de ser o mandante da partida, ainda tem a vantagem de jogar pelo empate. Já no segundo turno, participam apenas os seis melhores classificados do primeiro turno; após 10 rodadas com 3 jogos cada, um total de 30 partidas, os dois primeiros colocados decidem o turno em jogo único; o melhor colocado será o mandante e tem a vantagem do empate. Se o campeão dos dois turnos for o mesmo clube, o Estadual está decidido e encerrado; caso contrário, será marcado um jogo final e único com os campeões de cada turno - a equipe que estiver melhor colocada no geral joga em casa e pelo empate.
A equipe do São Gonçalo, por motivos particulares, desistiu de participar do Campeonato Potiguar de Futebol 2009. Nessa situação, o torneio será disputado apenas por onze equipes.
O regulamento da competição não sofreu alteração devido esse contratempo.